# Donald Evan McAllister
Donald Evan McAllister   (Victoria, 23 d'agost de 1934 - 17 de juny de 2001) fou un ictiòleg canadenc que publicà més de 625 articles científics i llibres durant la seva carrera, que va durar 45 anys, des de 1958 fins a la seva jubilació anticipada el 1993.